# 21st Century Schizoid Man
〈21st Century Schizoid Man〉는 영국의 프로그레시브 록 밴드 킹 크림슨의 1969년 데뷔 음반 《In the Court of the Crimson King》에 수록된 곡이다.

## 서정적인 내용
〈21st Century Schizoid Man〉의 가사는 피터 신필드가 썼으며, 주로 일련의 이미지를 나타내는 단절된 문구로 구성되어 있다. 이 세 구절 모두 정해진 패턴을 따라 이 이미지를 표현한다. 이 노래는 베트남 전쟁을 비판하며 "Politicians' funeral pyre/Innocence raped with napalm fire(정치인들의 장례식은 네이팜탄 불로 강간당했다)"라는 가사를 썼다. "Cat's foot, iron claw(고양이의 발, 쇠 발톱)"이라는 대사는 프랑스 우화 원숭이와 고양이를 언급하는 반면, 마지막 구절의 "죽음의 씨앗"은 신필드가 에이전트 오렌지에 의해 야기된 "나쁜 것의 수확"이라고 부르는 것을 암시한다. 두 번째 줄은 종종 첫 번째 두 줄보다 더 구체적인 단일 이미지이며, 세 번째 줄은 실제 문장에 접근한다. 각 구절의 4번째와 마지막 행이 그 곡의 제목이다.
1969년 12월 15일 라이브 음반 《Epitaph》에 실린 이 곡의 라이브 공연에 앞서 로버트 프립은 이 곡이 "우리 모두가 알고 있고 매우 사랑하는 미국의 정치적 명사"에게 헌정되었다고 말했습니다. 그의 이름은 스피로 애그뉴입니다."

## 샘플링
미국의 래퍼 카니예 웨스트는 그의 2010년 음반 《My Beautiful Dark Twisted Fantasy》에 수록된 〈Power〉에서 이 곡을 샘플링했다.

## 참여 인원
- 그렉 레이크 - 베이스, 리드 보컬
- 이언 맥도널드 - 알토 색소폰
- 로버트 프립 - 일렉트릭 기타
- 마이클 자일스 - 드럼
- 피터 신필드 - 작사